# Depot III von Hluboká nad Vltavou
Das Depot III von Hluboká nad Vltavou (auch Hortfund III von Hluboká nad Vltavou) ist ein Depotfund der frühbronzezeitlichen Aunjetitzer Kultur aus Hluboká nad Vltavou im Jihočeský kraj, Tschechien. Es datiert in die Zeit zwischen 1800 und 1600 v. Chr. Das Depot befindet sich heute im Südböhmischen Museum in Budweis.

## Fundgeschichte
Das Depot wurde um 1985 am Rand eines künstlichen Fischteichs entdeckt. Die genauen Fundumstände sind unbekannt.
1935 und 1974 wurden in Hluboká noch zwei weitere Depotfunde der Aunjetitzer Kultur (Depot I und Depot II) entdeckt. Depot II wurde nur 30 m südlich von Depot III gefunden.

## Zusammensetzung
Das Depot besteht aus drei stark beschädigten bronzenen Armspiralen und weiteren Bruchstücken, die zu einem Bündel zusammengewickelt waren.